# 刘雪枫
刘雪枫（1961年11月—），中国音乐评论家、作家、编辑家。1961年11月生于大连。1979年入北京大学历史系，历史系学士、硕士（1988），期间师从历史学家周一良。1989年起任辽宁大学出版社编辑。后历任三联书店《爱乐》杂志编辑、主编；《西藏人文地理》杂志编辑、主编；英国《留声机》杂志（中文版）主编；现任三联书店编辑。刘雪枫是国内著名的音乐评论家，对于瓦格纳和德国古典主义和浪漫主义音乐有深入的了解。

## 著作
- 《西方音乐史话》
- 《贴近浪漫时代》
- 《神界的黄昏》
- 《日出时让悲伤终结》（2004）
- 主持编辑了中国第一部《瓦格纳戏剧全集》（2001）。